# Bourgueil
Bourgueil är en kommun i departementet Indre-et-Loire i regionen Centre-Val de Loire i de centrala delarna av Frankrike. Kommunen ligger i kantonen Bourgueil som tillhör arrondissementet Chinon. År 2022 hade Bourgueil 3 648 invånare.

## Befolkningsutveckling
Antalet invånare i kommunen Bourgueil
Referens:INSEE